# Poecilandra retusa
Poecilandra retusa är en tvåhjärtbladig växtart som beskrevs av Louis René Tulasne. Poecilandra retusa ingår i släktet Poecilandra och familjen Ochnaceae. Utöver nominatformen finns också underarten P. r. sclerophylla.